# Hwacha

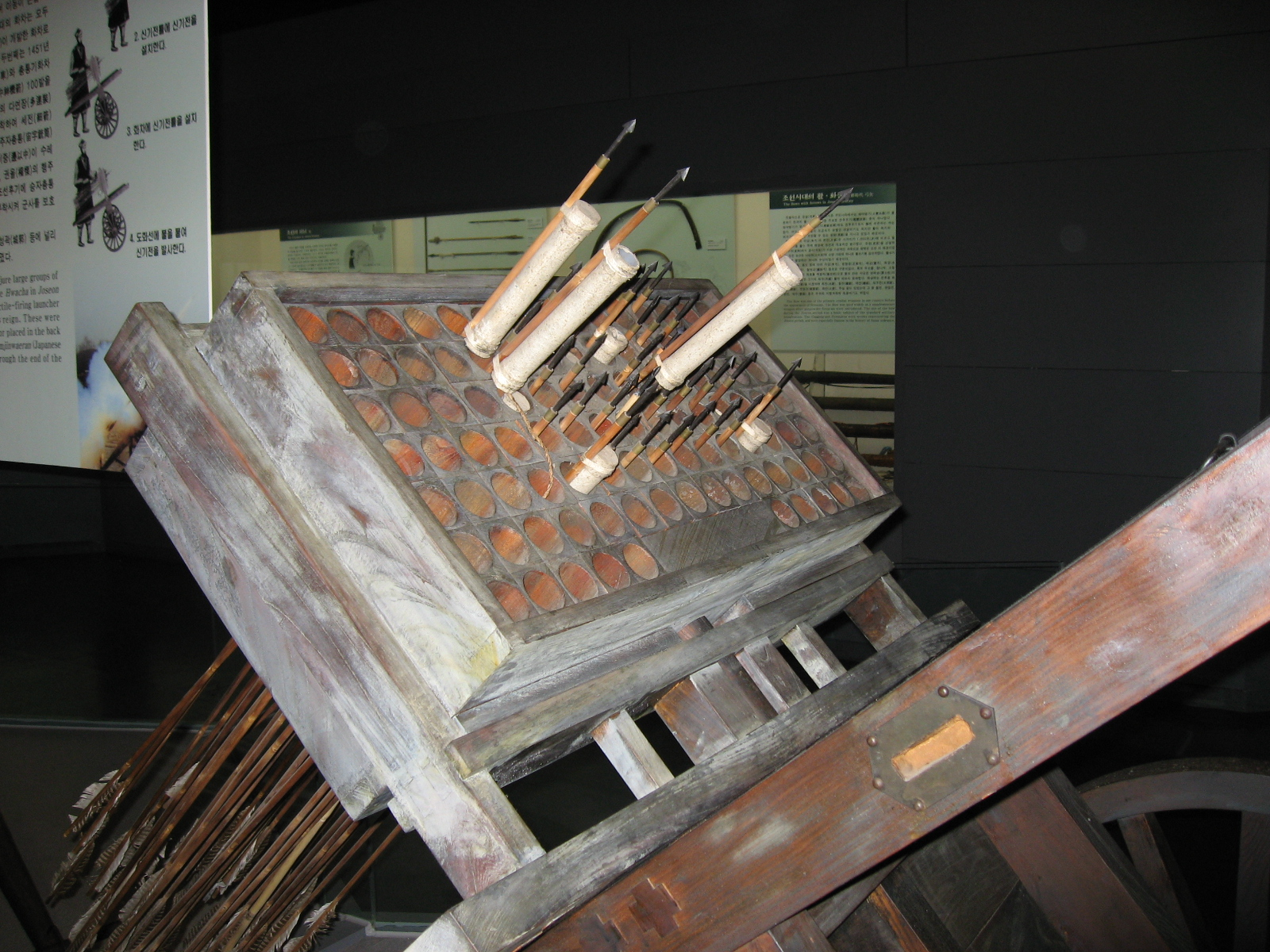
Hwacha.

El Hwacha o Hwach'a (en hangul: 화차, en hanja:火車; "carreta de fuego") era un lanzacohetes múltiple desarrollado en Corea y utilizado para repeler la invasión japonesa en la década de 1590. Podía lanzar una salva de hasta 200 singijeon, un tipo de cohete de flechas de fuego. El hwacha consistía en una carretilla de dos ruedas, que sostenía una plataforma de lanzamiento llena de agujeros donde se insertaba la munición.
Algunos historiadores especializados en el Lejano Oriente creen que este avance tecnológico de mediados del siglo XVI, junto al barco tortuga, tuvo una importante contribución durante dicha invasión.

## Historia

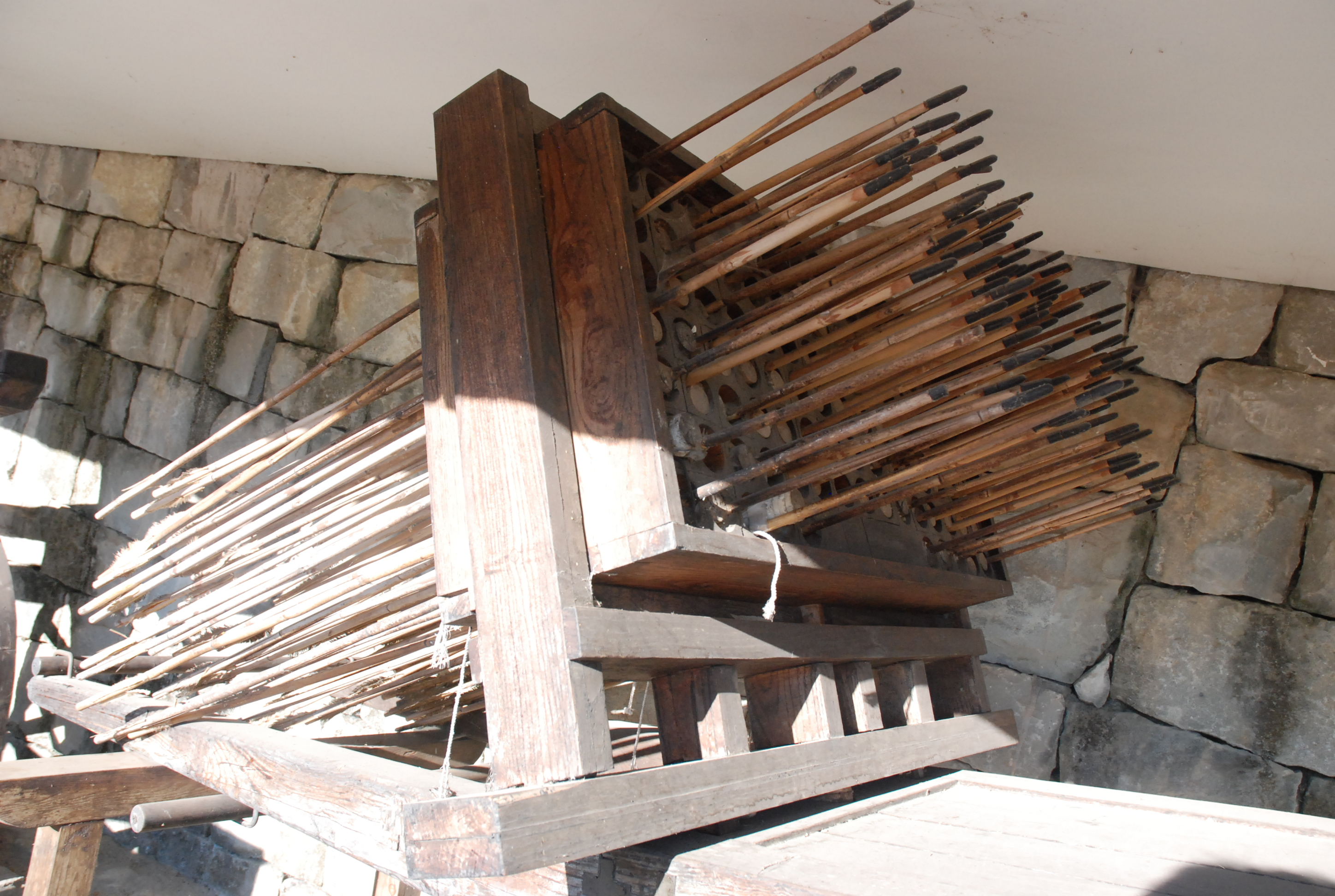
Hwacha cargado con proyectiles singijeon.

Mucho antes del desarrollo del hwacha, China impuso severas restricciones en la exportación de la pólvora hacia Corea con el afán de mantener el secreto de su producción. Debido a que las armas de pólvora eran vitales para los coreanos en el enfrentamiento con los piratas japoneses wakō, se realizaron esfuerzos para producir pólvora dentro del país. Entre 1374 y 1376, Corea comenzó la producción de pólvora y en 1377, Choe Mu-seon, un académico coreano descubrió la forma de obtener la pólvora mediante la extracción de nitrato de potasio del suelo. De este descubrimiento desarrolló el Juhwa, el primer cohete coreano. Posteriormente se logró el desarrollo del singijeon.
El hwacha surgió del juhawa y del singijeon, siendo fabricado el primero en 1409 durante el reinado de la dinastía Joseon.
Su uso fue ampliamente extendido durante las invasiones japonesas a Corea, ya fuera dentro de las fortificaciones o en los barcos.